# Man Alive!
Man Alive! är ett album med Stephen Stills, utgivet 2005. 
Albumet var hans första solo sedan Stills Alone 1991, däremellan hade han dock även givit ut ett par skivor med Crosby, Stills and Nash och Crosby, Stills, Nash and Young. Det innehåller gästframträdanden av Herbie Hancock, Graham Nash och Neil Young.

## Låtlista
1. "Ain't It Always" (Stephen Stills) - 3:25
2. "Feed the People" (Stephen Stills) - 4:24
3. "Hearts Gate" (Stephen Stills) - 3:02
4. "'Round the Bend" (Stephen Stills) - 5:10
5. "I Don't Get It" (Stephen Stills) - 3:36
6. "Around Us" (Stephen Stills/Joe Vitale) - 3:48
7. "Ole Man Trouble" (Booker T. Jones) - 4:59
8. "Different Man" (Stephen Stills/trad.) - 2:14
9. "Piece of Me" (Stephen Stills) - 4:06
10. "Wounded World" (Graham Nash/Stephen Stills) - 3:11
11. "Drivin' Thunder" (Stephen Stills/Neil Young) - 4:29
12. "Acadienne" (Stephen Stills) - 4:07
13. "Spanish Suite" (Stephen Stills) - 11:20